# Ernest Cribb
Ernest Frank „Jack” Cribb (ur. 4 sierpnia 1885 w Havant, zm. 18 sierpnia 1957 w Vancouver) – kanadyjski żeglarz sportowy, medalista olimpijski.
Podczas letnich igrzysk olimpijskich w Los Angeles (1932) zdobył, wspólnie z Ronaldem Maitlandem, Harrym Jonesem, Peterem Gordonem, Hubertem Wallace’em i George’em Gylesem, srebrny medal w żeglarskiej klasie 8 metrów. 
Urodzony w Anglii Jack Cribb przybył do Kanady w 1907, w młodości pracował w stoczni, a później dołączył do Royal Vancouver Yacht Club. Największy sukces odniósł na olimpiadzie w 1932. Pomimo porażki we wszystkich czterech wyścigach, Kanadyjczycy zdobyli srebrne medale, ponieważ w klasie 8 metrów rywalizowały tylko dwie drużyny (drugą była reprezentacja Stanów Zjednoczonych). Wśród innych godnych uwagi sukcesów Cribba były zwycięstwa w wyścigach o Puchar Seattle-Vancouver Lipton w latach 1929, 1931 i 1932. Poza żeglarstwem Cribb pracował w regionie Klondike w Jukonie oraz we wschodniej Kanadzie przy budowie Grand Trunk Railway, zanim osiedlił się w Vancouver i objął stanowiska kierownicze w firmie West Coast Salvage and Contracting. W czasie II wojny światowej pracował w stoczni przy budowie wielu okrętów wojennych. Został honorowym, dożywotnim członkiem Royal Vancouver Yacht Club w 1954, a klubowe regaty Jack Cribb Memorial Trophy Regatta odbywają się corocznie na jego cześć.